# Dysdera borealicaucasica
Dysdera borealicaucasica este o specie de păianjeni din genul Dysdera, familia Dysderidae, descrisă de Dunin, 1991. Conform Catalogue of Life specia Dysdera borealicaucasica nu are subspecii cunoscute.